# Anneè Olofsson
Anneè Olofsson, född 12 januari 1966 i Hässleholm, är en svensk konstnär och fotograf. Olofsson är utbildad vid Kunsthøgskolen i Oslo 1990-1994.
Var med på konvolutet på Scorpions LP: Virgin Killer